# Sauvés
Sauvés (en anglais : Saved) est une pièce de théâtre écrite par le dramaturge britannique Edward Bond en 1965 créée à Londres, au Royal Court Theatre la même année.

## Controverses
Pièce la plus célèbre d'Edward Bond, elle a été créée à la suite du refus des autorités britanniques de lui accorder la permission de donner des représentations dans un théâtre ouvert à tous.
Elle fut au centre d’une controverse féroce, particulièrement à cause d’une scène où un bébé est lapidé.

## Mises en scènes françaises
La pièce a également été adaptée en français par Céline Rodes et Emmanuèle de Lesseps. Mise en scène par Claude Régy, elle a été jouée en France au début des années 1970 au théâtre national de Chaillot, avec, parmi les acteurs, Michel Robin, Juliette Brac, Gérard Depardieu, Hugues Quester, Marc Chapiteau, Jean-Marc Cellier, Christian Baltauss ou encore Élisabeth Wiener.